# Medjerda
Der Medjerda (arabisch مجردة Medscherda, DMG Maǧarda, in der Antike Bagradas) ist mit 485 km Tunesiens längster Fluss, der das ganze Jahr über Wasser führt.

## Verlauf
Der Medjerda entspringt im nordöstlichen Algerien und durchfließt bei Ghardimaou die algerisch-tunesische Grenze. Von dort strömt er entlang einer Strecke über Jendouba, Bou Salem, südlich von Beja, Medjez el-Bab und Utica ins Mittelmeer. 
Der Medjerda speist mehr als die Hälfte der landesweiten Wasserversorgung Tunesiens. Darüber hinaus liegt das landwirtschaftlich ertragreichste Gebiet Tunesiens im Medjerda-Tal.

## Hydrometrie
Die Durchflussmenge des Medjerda wurde an der hydrologischen Station Medjez el Bab bei dem größten Teil des Einzugsgebietes, über die Jahre 1953 bis 1975 gemittelt, gemessen (in m³/s).

## Einzugsgebietaufteilung
Das Einzugsgebiet des Medjerda teilt sich auf Tunesien und Algerien auf. In der folgenden Tabelle sind die Anteile der einzelnen Nebenflüsse zu dem jeweiligen Land aufgelistet.
| Einzugsgebiet   | Quadratkilometer in Tunesien | Quadratkilometer Algerien | Quadratkilometer gesamt |
| --------------- | ---------------------------- | ------------------------- | ----------------------- |
| Chafrou         | 610                          | 0                         | 610                     |
| Lahmar          | 530                          | 0                         | 530                     |
| Siliana         | 2190                         | 0                         | 2190                    |
| Khalled         | 470                          | 0                         | 470                     |
| Zerga           | 220                          | 0                         | 220                     |
| Beja            | 340                          | 0                         | 340                     |
| Kasseb          | 280                          | 0                         | 280                     |
| Bou Heurtma     | 610                          | 0                         | 610                     |
| Tessa           | 2420                         | 0                         | 2420                    |
| Mellegue        | 4430                         | 6360                      | 10.790                  |
| Rarai           | 310                          | 40                        | 350                     |
| Weitere         | 3420                         | 1470                      | 4890                    |
| Medjerda gesamt | 15.830 (67 %)                | 7870 (33 %)               | 23.700 (100 %)          |

## Geschichte
Im Jahre 255 v. Chr. fand am rechten Flussufer die Schlacht am Bagradas während des Ersten Punischen Krieges statt.
2007 wurden die Lagune von Ghar el-Melh und das angrenzende Delta des Medjerda in die Liste der Ramsar-Stätten aufgenommen und damit als Feuchtgebiet von internationaler Bedeutung, insbesondere als Lebensraum für Wasser- und Watvögel anerkannt.